# Electronic Frontiers Australia
Electronic Frontiers Australia Inc. или сокр. EFA (с англ. — «Электронные рубежи Австралии») — австралийская некоммерческая организация, представляющая интересы пользователей Интернета в области сетевых прав и свобод.
Основными целями являются:
- Защита и содействие гражданских прав пользователей и операторов компьютеризированных коммуникационных систем, таких как Интернет.
- Защита поправок к законами и нормативным документам в Австралии и везде, где ограничивается свобода слова.
- Обучение общества в целом о социальных, политических и гражданско-правовых проблемах связанных с использованием компьютеризированных коммуникационных систем.

EFA создана в 1994 году. Её основатели вдохновлялись американским Фондом электронных рубежей (EFF), но EFA не является филиалом EFF. EFA является одним из членов основателей Global Internet Liberty Campaign.